# Ruscus × microglossus
Ruscus × microglossus, zimzeleni polugrm iz roda veprina, porodica šparogovke. Hibrid (R. hypoglossum × R. hypophyllum) iz Italije, uvezen na područje Francuske i nekadašnje Jugoslavije.
Uzgaja se i u Hrvatskoj